# 电子城街道
电子城街道，是中华人民共和国陕西省西安市雁塔區下辖的一个乡镇级行政单位。

## 行政区划
电子城街道下辖以下地区：
西京社区、唐园社区、太白社区、紫薇花园社区、西电社区、二零四所社区、二零五所社区、交警支队社区、电子二路社区、电子一路社区、二十所社区、广交社区、科技路社区、太白南路社区、电子二路东社区、二零六社区、丈八东路社区、电子正街社区、电子西街社区、齐王社区、北山门口村、丁家村、白家村、徐家庄村、沙井村、南山门口村、双桥头村、北沈家桥村、南沈家桥村、高家堡村、翟家堡村、曹家堡村、杜城村和蒋家寨村。